# ゴゴドラ
『ゴゴドラ』は、日本テレビ（関東ローカル）で、2008年8月4日から2012年3月15日まで月曜日 - 木曜日の15時55分 - 16時53分（JST）に放送された再放送枠のレーベルである。2008年8月29日までは月曜日 - 金曜日の14時55分 - 15時50分にも放送されていた。

## 概要
- 2008年3月31日にスタートした関東ローカルの情報番組『アナ☆パラ』が同年7月31日を以て、また4月4日にスタートした番宣番組『ドラバラPUSH』が8月1日を以て、それぞれ低視聴率を理由に終了した。それらの時間帯に『イブニングプレス donna』（ミニ番組）を挟んで2部構成にて（金曜日は1部のみ）、ドラマのみならず、バラエティ・アニメなどの再放送や番宣まで行うプログラムである。
- これ以前には13時55分 - 15時50分の時間帯に『ドラバラZONE』の名の再放送枠が2007年10月から2008年3月の期間に放送されたが、こちらも視聴率が伸び悩んでいたことを理由に半年での終了となったが、結果的にはそれから4か月で再び再放送枠に戻すこととなった。また、2007年9月までの16時台には『Dパラダイス』という再放送枠があったが、こちらは10か月ぶりに再放送枠に戻すこととなった。
- 一部作品にて、本放送時には行われなかった解説放送を新たに収録して放送を行っている。副音声による解説は石丸博也が担当している。
- かつてこの時間帯で放送されていたルパン三世などのアニメは放送されてなかった。
- 祝日に関しては、系列局製作特番や事前番組を放送される事が主で、ドラマの再放送はごく稀に放送される程である。また、『Dramatic Game 1844』等のスポーツ中継に充てられることもある。

### 第1部の廃止、ミヤネ屋拡大
- 2008年8月29日を以って第1部を廃止、同年9月1日より『情報ライブ ミヤネ屋』（読売テレビ制作）第2部のネット受けを開始したが、それまでのつなぎ編成であったための措置。これにより、放送曜日が月 - 木曜日に縮小される。
- 現行の放送時間は、ドラマ本放送時の標準時間（54分）と比べて4分ほど長いが、CM放送時間を増やして対応しているものと思われる。
- 本編終了後は『news every.』（2010年3月26日までは『NNN Newsリアルタイム』）の5秒予告とステーションブレイク1分間ののち次番組に接続していたが、2010年10月（『ハケンの品格』再放送）からいわゆるステブレレスとなり終了直後に『news every.』が放送されるようになった。これに代わって、後半のCM明け直後にニュースと特集の予告がL字画面で表示される。

## 放送された作品

### アニメの再放送
2008年8月4日 - 22日は月 - 金曜の第1部、14時55分 - 15時50分に放送。
2010年4月5日 - 15日、2011年9月22日 - 10月13日は月 - 木曜の前半、15時55分 - 16時24分に放送（後半は番宣枠、2011年9月26日のみ15時55分 - 16時53分）。

#### アニメ放送のラインナップ
2008年
- DEATH NOTE（2008年8月4日 - 8月22日）

2010年
- 怪物くん傑作選（カラーアニメ版、本放送はテレビ朝日）（2010年4月5日 - 4月15日）

2011年
- 妖怪人間ベム原作アニメ傑作選（本放送はフジテレビ）（2011年9月22日 - 10月13日）
- らんま1/2傑作選（本放送はフジテレビ）（2011年12月5日 - 12月8日）

### ドラマの再放送
過去に日本テレビ系列で放送されたドラマを再放送している。初回と最終回の拡大版は一部分をカットして放送する。
月 - 木曜の15時55分 - 16時53分に放送。現在放送されている水曜ドラマ・土曜ドラマは除く。
水曜ドラマ・土曜ドラマの初回・最終回直前の番宣や、特別番組が編成されている場合は放送しない。
現在放送中の水曜ドラマ・土曜ドラマは、そのドラマの初回から第3話（デカワンコのみ4～5話）まで放送したものを再放送する。水曜ドラマは水曜、土曜ドラマは木曜に放送する。
2006年4月から2007年9月までの16時台に放送された『Dパラダイス』とほとんど同じである。

#### ドラマの放送ラインナップ
カッコ内は再放送したそのドラマの放送開始日から放送終了日を表している。
2008年
- 1ポンドの福音（2008年1月12日 - 3月8日 土曜ドラマ）（8月11日 - 26日）
- 14才の母（2006年10月11日 - 12月20日 水曜ドラマ）（9月1日 - 22日）
- 斉藤さん（2008年1月9日 - 3月19日 水曜ドラマ）（10月13日 - 11月11日）
- 働きマン（2007年10月10日 - 12月19日 水曜ドラマ）（11月13日 - 12月5日）
- 貧乏男子 ボンビーメン（2008年1月15日 - 3月11日 火曜ドラマ）（12月8日 - 25日）

2009年
- ドリーム☆アゲイン（2007年10月13日 - 12月15日 土曜ドラマ）（1月6日 - 2月4日）
- HEROES＜シーズン1＞（日本テレビの放送日・2008年4月24日 - 9月24日）（2月5日 - 3月30日）
- 光とともに…〜自閉症児を抱えて〜（2004年4月14日 - 6月23日 水曜ドラマ）（3月31日 - 4月27日）
- ホタルノヒカリ（2007年7月11日 - 9月12日 水曜ドラマ）（5月11日 - 26日）
- ごくせん 第1シリーズ（2002年4月17日 - 7月3日 水曜ドラマ）（5月27日 - 6月22日）
- ごくせん 第2シリーズ（2005年1月15日 - 3月19日 土曜ドラマ）（6月23日 - 7月13日）
- マイ☆ボス マイ☆ヒーロー（2006年7月8日 - 9月16日 土曜ドラマ）（7月21日 - 8月13日）
- 有閑倶楽部（2007年10月16日 - 12月18日 火曜ドラマ）（8月27日 - 9月30日）
- 探偵学園Q（2007年7月3日 - 9月11日 火曜ドラマ）（10月1日 - 26日）
- ザ・クイズショウ（2009年4月18日 - 6月20日 土曜ドラマ）（10月27日 - 11月26日）
- アイシテル〜海容〜（2009年4月15日 - 6月17日 水曜ドラマ）（11月30日 - 12月17日）

2010年
- キイナ〜不可能犯罪捜査官〜（2009年1月21日 - 3月18日 水曜ドラマ）（1月12日 - 2月10日）
- スクラップ・ティーチャー〜教師再生〜（2008年10月11日 - 12月13日 土曜ドラマ）（2月15日 - 3月2日）
- ごくせん 第3シリーズ（2008年4月19日 - 6月28日 土曜ドラマ）（3月3日 - 29日）※最終回は前編と後編に分けて放送。
- バンビ〜ノ!（2007年4月18日 - 6月27日 水曜ドラマ）（4月19日 - 5月27日）※解説放送
- 14才の母（2006年10月11日 - 12月20日 水曜ドラマ）（5月31日 - 6月17日）※解説放送 - 2巡目
- ホタルノヒカリ（2007年7月11日 - 9月12日 水曜ドラマ）（6月21日 - 7月13日） - 2巡目
- ヤスコとケンジ（2008年7月12日 - 9月20日 土曜ドラマ）（8月2日 -19日）
- サムライ・ハイスクール（2009年10月17日 - 12月12日 土曜ドラマ）（8月30日 - 9月28日）
- ハケンの品格（2007年1月10日 - 3月14日 水曜ドラマ）（10月4日 - 11月9日）※解説放送
- 斉藤さん（2008年1月9日 - 3月19日 水曜ドラマ）（11月11日 - 11月30日） - 2巡目
- 華麗なるスパイ（2009年7月18日 - 9月26日 土曜ドラマ）（12月1日 - 22日）※初回は前編と後編に分けて放送。

2011年
- キイナ〜不可能犯罪捜査官〜（2009年1月21日 - 3月18日 水曜ドラマ）（1月17日 - 2月15日） - 2巡目
- ザ・クイズショウ（2009年4月18日 - 6月20日 土曜ドラマ）（2月21日 - 3月9日） - 2巡目
- mother（2010年4月14日 - 6月23日 水曜ドラマ）（3月10日 - 4月26日）
- 熱中時代先生編第1シリーズ傑作選（1978年10月6日 - 1979年3月30日 金曜劇場）（4月5日 - 4月7日）※第1話、第5話、最終話を放送。
- 怪物くん（2010年4月17日 - 6月12日 土曜ドラマ）（4月28日 - 6月1日）
- ヤスコとケンジ（2008年7月12日 - 9月20日 土曜ドラマ）（6月6日 - 22日）- 2巡目
- 正義の味方（2008年7月9日 - 9月10日 水曜ドラマ）（7月4日 - 8月9日）
- デカワンコ（2011年1月15日 - 3月26日 土曜ドラマ）（8月10日 - 25日）
- アイシテル〜海容〜（2009年4月15日 - 6月17日 水曜ドラマ）（8月29日 - 9月20日）- 2巡目、※第6・7話、第8・9話は統合して放送。
- 野ブタ。をプロデュース（2005年10月15日 - 12月17日 土曜ドラマ）（10月18日 - 11月15日）
- 怪物くん（2010年4月17日 - 6月12日 土曜ドラマ）（11月16日 - 12月1日）- 2巡目

2012年
- 曲げられない女（2010年1月13日 - 3月17日 水曜ドラマ）（1月16日 - 2月9日）
- mother（2010年4月14日 - 6月23日 水曜ドラマ）（2月15日 - 3月6日）- 2巡目

| 日本テレビ 月曜日 - 木曜日14:55 - 15:50枠（2008年8月4日 - 8月28日） | 日本テレビ 月曜日 - 木曜日14:55 - 15:50枠（2008年8月4日 - 8月28日） | 日本テレビ 月曜日 - 木曜日14:55 - 15:50枠（2008年8月4日 - 8月28日）                          |
| 前番組                                                              | 番組名                                                              | 次番組                                                                                       |
| ------------------------------------------------------------------- | ------------------------------------------------------------------- | -------------------------------------------------------------------------------------------- |
| アナ☆パラ ※14:55 - 16:53                                            | ゴゴドラ（第1部）                                                   | 情報ライブ ミヤネ屋（第2部） 【読売テレビ制作】 （従前からの第1部に加え、第2部もネット開始） |
| 日本テレビ 月曜日 - 木曜日15:55 - 16:53枠（2008年8月 - 2012年3月）  |                                                                     |                                                                                              |
| アナ☆パラ ※14:55 - 16:53                                            | ゴゴドラ（第2部） ↓ ゴゴドラ                                        | ドラばらっ!                                                                                  |
| 日本テレビ 金曜日14:55 - 15:50枠（2008年8月8日 - 8月29日）          |                                                                     |                                                                                              |
| ドラバラPUSH                                                        | ゴゴドラ（第1部）                                                   | 情報ライブ ミヤネ屋（第2部） 【読売テレビ制作】 （従前からの第1部に加え、第2部もネット開始） |